# (1211) Bressole
(1211) Bressole est un astéroïde de la ceinture principale découvert le 2 décembre 1931 à Alger par l'astronome français Louis Boyer.

## Historique
Sa désignation provisoire, lors de sa découverte le 2 décembre 1931, était 1931 XA.

## Caractéristiques
Sa distance minimale d'intersection de l'orbite terrestre est de 1,456 270 ua.